# Club de Fútbol Fraigcomar
El Club de Fútbol Fraigcomar és un club porto-riqueny de futbol de la ciutat de San Juan.
Va ser fundat el 1985. Després de diversos anys d'absència retornà al futbol professional el 2017.

## Palmarès
- Campeonato Nacional de Fútbol de Puerto Rico:[3]
  - 2005, 2006, 2007
- Copa de Puerto Rico:
  - 2006